# Mistrovství Evropy juniorů v atletice 1999
15. Mistrovství Evropy juniorů v atletice – sportovní závod organizovaný EAA se konal v hlavním městě Lotyšska, v Rize. Závod se odehrál ve dnech 5. srpna – 8. srpna 1999. 

## Výsledky

### Muži
| Soutěž            | Zlato                                                               | Výkon    | Stříbro                                                                      | Výkon    | Bronz                                                                   | Výkon    |
| 100 m             | Fabrice Calligny                                                    | 10,19    | Mark Lewis-Francis                                                           | 10,37    | Kostyantyn Vasyukov                                                     | 10,41    |
| 200 m             | Alessandro Cavallaro                                                | 20,46    | Timothy Benjamin                                                             | 20,60    | Chris Lambert                                                           | 20,67    |
| 400 m             | Ruwen Faller                                                        | 46,38    | Filip Walotka                                                                | 46,42    | Georgios Doupis                                                         | 47,03    |
| 800 m             | Jurij Borzakovskij                                                  | 1:50,38  | Nick Andrews                                                                 | 1:50,92  | Bram Som                                                                | 1:50,96  |
| 1500 m            | Franek Haschke                                                      | 3:44,17  | Bert Leenaerts                                                               | 3:44,47  | Stefan Beumer                                                           | 3:45,13  |
| 5000 m            | Wolfram Muller                                                      | 14:05,98 | Radu Stroia                                                                  | 14:11,05 | Mattia Maccagnan                                                        | 14:12,51 |
| 10 000 m          | Hans Janssens                                                       | 29:49,59 | Radu Stroia                                                                  | 29:55,18 | Oliver Bodor                                                            | 30:00,91 |
| 110 m překážek    | Felipe Vivancos Chris Baillie                                       | 13,92    | neudělena                                                                    | –        | Thomas Blaschek                                                         | 13,93    |
| 400 m překážek    | Dmitrij Žukov                                                       | 51,46    | Richard McDonald                                                             | 51,62    | Luca Bortolaso                                                          | 51,80    |
| 3000 m překážek   | Jakub Czaja                                                         | 8:41,91  | Vadim Slobodenyuk                                                            | 8:44,48  | Kevin Paulsen                                                           | 8:45,69  |
| Štafeta 4 × 100 m | Francie Damien Degroote Fabrice Calligny Julien Arame Leslie Djhone | 39,49    | Polsko Mariusz Latkowski Łukasz Chyła Marcin Jędrusiński Przemysław Rogowski | 39,67    | Itálie Simone Mare Pantaleo Spina Marco Cuneo Alessandro Cavallaro      | 39,78    |
| Štafeta 4 × 400 m | Německo Stefan Giessler Benjamin Mielke Ralf Riester Ruwen Faller   | 3:07,42  | Polsko Tomasz Smolarczyk Bartosz Ozdarski Rafał Wieruszewski Filip Walotka   | 3:08,15  | Spojené království Ian Lowthian Chris Bennett Adam Buckley Kris Stewart | 3:08,97  |
| Chůze na 10 000 m | Māris Putenis                                                       | 40:27,37 | Władimir Potiemin                                                            | 40:28,46 | José Dominguez                                                          | 40:34,82 |
| Skok do výšky     | Christian Olsson                                                    | 2,21 m   | Gregory Gabella                                                              | 2,19 m   | Jaroslav Rybakov                                                        | 2,16 m   |
| Skok o tyči       | Sébastien Homo                                                      | 5,35 m   | Fabrice Fortin                                                               | 5,35 m   | Thilo Kraus                                                             | 5,20 m   |
| Skok daleký       | Leslie Djhone                                                       | 7,88 m   | Krasimir Argirov                                                             | 7,74 m   | Tomasz Mateusiak                                                        | 7,60 m   |
| Trojskok          | Tosin Oke                                                           | 16,57 m  | Christian Olsson                                                             | 16,18 m  | Marian Oprea                                                            | 15,98 m  |
| Vrh koulí         | Rutger Smith                                                        | 18,27 m  | Tomasz Chrzanowski                                                           | 18,19 m  | Teijo Koopikka                                                          | 18,01 m  |
| Hod diskem        | Rutger Smith                                                        | 52,89 m  | Pavel Ližin                                                                  | 52,15 m  | Heinrich Seitz                                                          | 50,76 m  |
| Hod kladivem      | Olli-Pekka Karjalainen                                              | 75,80 m  | Wojciech Kondratowicz                                                        | 74,12 m  | Markus Esser                                                            | 66,68 m  |
| Hod oštěpem       | Tomas Intas                                                         | 77,88 m  | David Parker                                                                 | 77,26 m  | Tim Werner                                                              | 76,31 m  |
| Desetiboj         | Aki Heikkinen                                                       | 7 881    | Jaakko Ojaniemi                                                              | 7 763    | Roland Schwarzl                                                         | 7 447    |

### Ženy
| Soutěž            | Zlato                                                                              | Výkon    | Stříbro                                                             | Výkon    | Bronz                                                                       | Výkon    |
| 100 m             | Sina Schielke                                                                      | 11,39    | Johanna Manninenová                                                 | 11,47    | Adrianna Lamalle                                                            | 11,51    |
| 200 m             | Sina Schielke                                                                      | 23,08    | Johanna Manninenová                                                 | 23,26    | Ciara Sheehy                                                                | 23,49    |
| 400 m             | Olesja Zykinová                                                                    | 52,00    | Natalja Lavšuková                                                   | 53,44    | Justyna Karolkiewiczová                                                     | 53,78    |
| 800 m             | Irîna Latve                                                                        | 2:03,45  | Julija Hurtowenko                                                   | 2:03,81  | Sibel Ozyurt                                                                | 2:03,82  |
| 1500 m            | Sibel Ozyurtová                                                                    | 4:15,62  | Natalija Sydorenková                                                | 4:15,91  | Jekatěrina Noskovová                                                        | 4:16,56  |
| 3000 m            | Olga Rossejevoví                                                                   | 9:07,79  | Nuray Surekli                                                       | 9:08,09  | Sonja Stolic                                                                | 9:10,01  |
| 5000 m            | Nuray Surekli                                                                      | 16:01,32 | Elvan Canová                                                        | 16:06,40 | Melena Tolstygina                                                           | 16:17,04 |
| 100 m překážek    | Reina-Flor Okori                                                                   | 13,16    | Fanny Gerance                                                       | 13,27    | Manuela Bosco                                                               | 13,34    |
| 400 m překážek    | Alena Rücklová                                                                     | 58,55    | Benedetta Ceccarelli                                                | 59,10    | Nicola Sandersová                                                           | 59,21    |
| Štafeta 4 × 100 m | Německo Mirjam Wallnerová Sina Schielke Kerstin Grötzingerová Annegret Dietrichová | 44,04    | Finsko Manuela Bosco Katja Salivaara Johanna Manninen Heidi Hannula | 44,40    | Francie Fanny Gérance Adriana Lamalle Gwladys Belliard Nadia Raymond        | 44,69    |
| Štafeta 4 × 400 m | Rusko Jana Vetčerkeviřová Olga Golenduchinová Natalja Lavšuková Olesja Zykinová    | 3:34,06  | Německo Claudia Hempel Daniela Mark Claudia Hoffmann Karoline Hagen | 3:34,84  | Polsko Justyna Karolkiewiczová Aneta Lemiesz Ilona Szymerska Żaneta Tomczyk | 3:35,24  |
| Chůze na 5 km     | Larisa Safronova                                                                   | 21:40,77 | Daniela Cirlan                                                      | 21:46,15 | Margaryta Turova                                                            | 21:48,11 |
| Skok do výšky     | Viktoria Slivková                                                                  | 1,90 m   | Christelle Preau                                                    | 1,88 m   | Marina Kupcovová                                                            | 1,88 m   |
| Skok o tyči       | Yvonne Buschbaum                                                                   | 4,25 m   | Annika Beckerová                                                    | 4,20 m   | Amandine Homo                                                               | 4,15 m   |
| Skok daleký       | Maria Chiara Baccini                                                               | 6,39 m   | Concepción Montaner                                                 | 6,39 m   | Silvia Favre                                                                | 6,25 m   |
| Trojskok          | Mariana Bogatie                                                                    | 13,57 m  | Marina Salomon                                                      | 13,39 m  | Anna Pjatychová                                                             | 13,36 m  |
| Vrh koulí         | Nadzeja Astapčuková                                                                | 18,20 m  | Oksana Gromovová                                                    | 16,31 m  | Bianca Grosserová                                                           | 16,24 m  |
| Hod diskem        | Wioletta Potępa                                                                    | 53,93 m  | Adina Mocanu                                                        | 53,89 m  | Ilona Rutjes                                                                | 53,19 m  |
| Hod kladivem      | Bianca Achillesová                                                                 | 66,81 m  | Sini Poyry                                                          | 63,60 m  | Merja Korpela                                                               | 59,51 m  |
| Hod oštěpem       | Nikolett Szabó                                                                     | 61,52 m  | Carolin Soboll                                                      | 56,86 m  | Xénia Frajka                                                                | 54,29 m  |
| Sedmiboj          | Maren Freisenová                                                                   | 5 909    | Michaela Hejnová                                                    | 5 786    | Antonia Schulze-Borges                                                      | 5 543    |

## Medailové pořadí
| Umístění | Stát               | Zlato | Stříbro | Bronz | Celkem |
| -------- | ------------------ | ----- | ------- | ----- | ------ |
| 1.       | Německo            | 10    | 3       | 7     | 20     |
| 2.       | Rusko              | 7     | 4       | 4     | 15     |
| 3.       | Francie            | 5     | 4       | 4     | 13     |
| 4.       | Finsko             | 2     | 5       | 3     | 10     |
| 4.       | Polsko             | 2     | 5       | 3     | 10     |
| 4.       | Spojené království | 2     | 5       | 3     | 10     |
| 7.       | Turecko            | 2     | 2       | 1     | 5      |
| 8.       | Itálie             | 2     | 1       | 4     | 7      |
| 9.       | Nizozemsko         | 2     | 0       | 3     | 5      |
| 10.      | Lotyšsko           | 2     | 0       | 0     | 2      |
| 11.      | Rumunsko           | 1     | 5       | 1     | 7      |
| 12.      | Bělorusko          | 1     | 1       | 2     | 4      |
| 13.      | Španělsko          | 1     | 1       | 1     | 3      |
| 14.      | Belgie             | 1     | 1       | 0     | 2      |
| 14.      | Česko              | 1     | 1       | 0     | 2      |
| 14.      | Švédsko            | 1     | 1       | 0     | 2      |
| 17.      | Maďarsko           | 1     | 0       | 2     | 3      |
| 18.      | Litva              | 1     | 0       | 0     | 1      |
| 19.      | Ukrajina           | 0     | 2       | 1     | 3      |
| 20.      | Bulharsko          | 0     | 1       | 0     | 1      |
| 21.      | Irsko              | 0     | 0       | 1     | 1      |
| 21.      | Jugoslávie         | 0     | 0       | 1     | 1      |
| 21.      | Rakousko           | 0     | 0       | 1     | 1      |
| 21.      | Řecko              | 0     | 0       | 1     | 1      |
| Celkem   | Celkem             | 44    | 42      | 43    | 129    |

## Finálová umístění českých sportovců
| Disciplína     | Umístění | Jméno             | Výkon   |
| 400 m překážek | 1.       | Alena Rücklová    | 58,55   |
| Sedmiboj       | 2.       | Michaela Hejnová  | 5 786   |
| Hod oštěpem    | 4.       | Jarmila Klimešová | 53,90 m |
| Hod diskem     | 5.       | Antonín Žalský    | 49,78 m |
| Hod kladivem   | 5.       | Lukáš Melich      | 64,20 m |
| 100 m překážek | 6.       | Michaela Hejnová  | 13,64   |
| Skok do výšky  | 7. =     | Barbora Laláková  | 1,82 m  |
| 200 m          | 8.       | Lenka Ficková     | 24,15   |
| Skok o tyči    | 8. =     | Michaela Boulová  | 3,70 m  |
| Hod oštěpem    | 10.      | Vít Šimeček       | 68,91 m |